# Heinrich Buchgeister

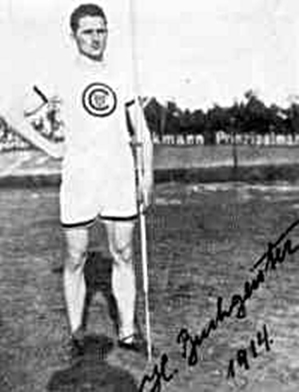
Buchgeister 1914

Heinrich Buchgeister (* 3. März 1891 in Westönnen; † 13. November 1977 in Waldkirch) war ein deutscher Meister im Speer- und Diskuswurf.

## Leben
Nach dem Besuch der Rektoratsschule in Werl wechselte er zum Gymnasium nach Coesfeld und legte sein Abitur ab.
Buchgeister wurde in den Jahren 1913 bis 1921 fünfmal Deutscher Meister im Speer- bzw. Diskuswurf. Er startete für den SC Charlottenburg und den SC 08 Münster. In München studierte er Zahnmedizin und wurde Mitglied beim TSV 1860 München. 1913 wechselte er nach Berlin. Dort stellte er am 4. Mai seinen ersten deutschen Rekord mit 42,28 Metern im Diskuswurf auf. Bei seiner ersten deutschen Meisterschaft im Speerwurf warf er das Gerät 57,35 Meter weit. Buchgeister optimierte die Technik im Speerwurf mit dem Fünf-Schritt-Rhythmus im letzten Teil des Anlaufes. Ab 1920 war er Sportlehrer an der Universität Freiburg. In Werl ist das Heinrich-Buchgeister-Stadion nach ihm benannt.
Sein Sohn Heinrich Buchgeister jr nahm 1959 als Zehnkämpfer an einem Länderkampf gegen die Schweiz teil.